# Kanton Iracoubo
Kanton Iracoubo (francouzsky Canton d'Iracoubo) byl francouzský kanton v departementu Francouzská Guyana v regionu Francouzská Guyana. Tvořila ho pouze obec Iracoubo. Zrušen byl po reformě kantonů 2014.